# Flemming Ahlberg
Flemming Ahlberg (Gentofte, 23 dicembre 1946) è un ex calciatore danese, di ruolo difensore.

## Carriera

### Nazionale
Esordisce il 18 aprile 1972 contro la Germania Ovest (0-1).